# Навяди
Навяди (пол. Nawiady, нім. Aweyden) — село в Польщі, у гміні Пецки Мронґовського повіту Вармінсько-Мазурського воєводства.
Населення — 388 осіб (2011).

## Демографія
Демографічна структура станом на 31 березня 2011 року:
|          | Загалом | Допрацездатний вік | Працездатний вік | Постпрацездатний вік |
| -------- | ------- | ------------------ | ---------------- | -------------------- |
| Чоловіки | 186     | 45                 | 132              | 9                    |
| Жінки    | 202     | 47                 | 120              | 35                   |
| Разом    | 388     | 92                 | 252              | 44                   |